# غرب چگونه غرب شد
غرب چگونه غرب شد کتابی‌ست از صادق زیباکلام که در آن به بررسی علل پیشرفت در غرب می‌پردازد. وی در این کتاب، غرب شدن غرب را محصولِ چند صد سال پیشرفت و ترقّی اروپا از قرون وسطی به بَعد می‌داند.
این کتاب شامل ۹ فصل است و به اوضاع غرب، قبل و بعد از رنسانس می‌پردازد. این کتاب را انتشارات روزنه در دو نوع جلدِ سخت و نرم منتشر کرده‌است.

## تقدیم
زیباکلام این کتاب را به خواهر خود فاطمه زیباکلام، استاد علوم تربیتی دانشگاه تهران که در جریان نگارش کتاب درگذشت تقدیم کرده‌است. زیباکلام بیان می‌کند که خواهرِ مرحومِ وی در نگارش این کتاب کمک زیادی کرده‌است.

## محتوا
نویسنده، مشکل ما پیرامون غرب را فقط منحصر به کم‌دانشی یا حتی بی‌دانشی نسبت به غرب نمی‌داند؛ بلکه دانش ما پیرامون غرب تحریف شده، مجعول، غیر واقعی و ساخته و پرداخته ذهنیت خودِ ما که برگرفته از آرا و عقاید سیاسی و ایدئولوژیک ما است.
زیباکلام ابتدا به پرسش و پاسخ‌هایی می‌پردازد که در ذهنِ ایرانیان هنگام مواجهه با غرب ایجاد شده‌است. وی بیان می‌کند که در فرهنگ عمومی ما، در پاسخ به این سؤال که «چرا غرب پیشرفت کرده‌است؟» پاسخ‌های متفاوتی می‌دهند از جمله: استعمار، غارت، تجاوز، استثمار، مادی‌گری و فساد اخلاقی. اما وی این پاسخ‌ها را سهل‌انگارانه و معلول‌نگری می‌داند و معتقد است برخلافِ بمبارانِ تبلیغاتی که شبانه‌روز در ایران علیه غرب صورت می‌گیرد، آنچه غرب را غرب کرد، محصول رنسانس و فروپاشی نظام فئودالیسم، رفرماسیون (نهضت اصلاح دینی)، مرکانتالیزم (انقلاب تجاری)، عصر سفر دریایی و تسلط بر دریا، کشف قاره آمریکا، خِردگرایی و انقلاب علمی، نهضت روشنگری و انقلاب صنعتی بوده‌است و وجود اندیشمندانی چون دکارت، مارتین لوتر، گالیله، کپلر، جان لاک، نیوتن و … بوده‌است.
اروپا ماقبل رنسانس (یعنی اروپای قبل از قرن ۱۴) از شرق (تمدن‌های چین، ایران و اسلام) بسیار عقب مانده‌تر بود. شهرهای بزرگ اروپا در مقایسه با بغداد، ری، خوارزم، نیشابور، فرغانه، دمشق و چین روستاهای عقب افتاده‌ای بیش نبودند. بغداد مرکز تجارت جهانی و مرکز پزشکی دنیا بود. جایگاه دمشق و حلب در در تجارت بین‌المللی میان شرق و غرب معادل نیویورک و لندن امروزی بود. این در حالی بود که اروپا در عقب‌ماندگی کامل به سر می‌برد و نویسنده در این کتاب توضیح می‌دهد که چگونه اقتصاد کشاورزی محدود اروپای قرون وسطی بدل به اقتصاد توانمند صنعتی شد.